# Пирр II
Пирр II (др.-греч. Πύρρος) — царь древнего Эпира из рода Пирридов, правивший в 255 году до н. э. — около 239 года до н. э.
Пирр II был сыном Александра II. Он сделался царём, будучи ещё очень мал. Поэтому государством управляла его мать Олимпиада. Во время её регентства этолийцы опустошили принадлежащую Эпиру Западную Акарнанию. Согласно Афинею, любовницей Пирра была левкадянка Тигра, которую Олимпиада отравила. После смерти Пирра власть перешла к его младшему брату Птолемею.
Возможно, дочерьми Пирра были Деидамия, а также Нереида.